# Servidor de correo
Un servidor de correo es una aplicación de red de computadoras ubicada en un servidor de Internet, para prestar servicio de correo electrónico (correo-e o e-mail). De forma predeterminada, el protocolo estándar para la transferencia de correos entre servidores es el Protocolo Simple de Transferencia de Correo (Simple Mail Transfer Protocol, SMTP). Está definido en el RFC 2821 y es un estándar oficial de Internet.
El Mail Transfer Agent (MTA) tiene varias formas de comunicarse con otros servidores de correo haciendo uso del SMTP:
1. Recibe los mensajes desde otro MTA. Actúa como "servidor" de otros servidores.
2. Envía los mensajes hacia otro MTA. Actúa como un "cliente" de otros servidores.
3. Actúa como intermediario entre un Mail Submission Agent y otro MTA.

Algunas soluciones de correo que incluyen un MTA son: Sendmail, qmail, Postfix, Exim, Mdaemon, Mercury Mail Transport System, Lotus Notes y Microsoft Exchange Server y Gmail y Hotmail.

## Intercambio de correo
Un servidor de correo realiza una serie de procesos que tienen la finalidad de transportar información entre los distintos usuarios.
Usualmente el envío de un correo-e tiene como fin que un usuario (remitente) cree un correo-e y lo envíe a otro (destinatario). Esta acción tiene típicamente cinco pasos:
1. El usuario inicial crea un "correo electrónico", un archivo que cumple los estándares de un correo-e. Usará para ello una aplicación ad-hoc. Algunas de las aplicaciones cliente de correo-e más usadas, en indistinto orden son:
  - Lotus Notes (IBM),
  - Microsoft Outlook,
  - Mozilla Thunderbird (Fundación Mozilla),
  - Outlook Express (Microsoft),
  - Windows Mail Desktop (Microsoft),
  - Gmail (Google).
2. El archivo creado es enviado a un almacén, administrado por el servidor de correo local al usuario remitente del correo, donde se genera una solicitud de envío.
3. El servicio MTA local al usuario inicial recupera este archivo e inicia la negociación con el servidor del destinatario para el envío del mismo.
4. El servidor del destinatario corrobora la operación y recibe el mensaje de correo, depositándolo en el "buzón" correspondiente al usuario receptor del correo. El "buzón" no es otra cosa que un registro en una base de datos.
5. Finalmente, el software del cliente receptor del correo recupera este archivo o "correo" desde el servidor almacenando una copia en la base de datos del programa cliente de correo electrónico, ubicada en la computadora del cliente que recibe el correo.

A diferencia de un servicio postal clásico, que recibe un único paquete y lo transporta de un lugar a otro, el servicio de correo-e copia varias veces la información que corresponde al correo electrónico.
Este proceso que en la vida real ocurre de manera muy rápida involucra muchos protocolos. Por ejemplo, para ubicar el servidor de destino se utiliza el servicio Domain Name System (DNS), el que reporta un tipo especial de registro para servidores de correo o registro MX (Mail eXchange record). Una vez ubicado, para obtener los mensajes del servidor receptor de correos, los usuarios se sirven de clientes de correo que utilizan el protocolo Post Office Protocol (POP3) o el protocolo Internet Message Access Protocol (IMAP) para recuperar los mensajes de correos-e del servidor y almacenarlos en sus computadores locales.

## Seguro o inseguro
Si tiene en cuenta el proceso, hay por lo menos una copia del correo en el servidor de envío y otra copia en el servidor de recepción.
Las políticas de funcionamiento de cada servidor, con o sin aviso a los usuarios remitente y/o destinatario, podrían:
1. Recibir correos de acuerdo a algún parámetro.
2. No destruir las copias de los correos, por ejemplo, al trasferirlos satisfactoriamente.
3. Copiar los correos a algún otro registro o archivo.
4. Enviar una o más copias a otros destinatarios.
5. No destruir nunca los correos almacenados.

Es de suma importancia considerar qué entidad, institución y funcionario son los responsables de administrar finalmente los servidores de correo que cada uno usa. En muchos casos, los correos pueden ser fuente de invasión a la privacidad.

## Servidores de correo web (webmail)
Una forma especial de servidor de correo, es aquel al que se accede vía web usando el protocolo Hypertext Transfer Protocol (HTTP).
En realidad no es un servidor, sino un cliente de correo que corre en un servidor web.

## Lista de software MTA
| - Apache James - Atmail - CommuniGate Pro - Courier Mail Server - Exim - Haraka - MMDF - MeTA1 - Message Systems - OpenSMTPD - Postfix - Smail - ZMailer - qmail - qpsmtpd - sendmail | - Axigen - EVO Mail Server - IBM Domino - Kerio Connect - MDaemon - MailEnable - Microsoft Exchange Server - Novell GroupWise - SmarterTools - SurgeMail - hMailServer |